# ری هیراکاوا
ری هیراکاوا (انگلیسی: Rei Hirakawa؛ زادهٔ ۲۰ آوریل ۲۰۰۰) بازیکن فوتبال اهل ژاپن است.
از باشگاه‌هایی که در آن بازی کرده‌است می‌توان به باشگاه فوتبال توکیو اشاره کرد.
وی همچنین در تیم ملی فوتبال زیر ۱۷ سال ژاپن بازی کرده‌است.